# Cyclic Redundancy Check
Cyclic Redundancy Check, CRC, är en metod för beräkning av kontrollsummor som används i digitala nätverk och lagringsenheter. Summorna används för att kontrollera om överförda data ändrats sedan summorna beräknades. Metoden används då det är betydligt snabbare att jämföra kontrollsummor för ett 20-tal tecken (möjliggör bland annat hårdvarustöd), än det är att jämföra datamängder på tusentals tecken.
Ibland ger operativsystemet Windows meddelanden om CRC-fel, vilket kan betyda att det anslutna mediet är trasigt, vilket medfört att data inte kunnat läsas. Det är vanligt att detta fel uppstår när CD-läsare försöker läsa en repig skiva.